# Rhayader
Rhayader (ˈreɪ.ədər, gall. Rhaeadr; 1.800 ab. ca.) è una community del Regno Unito, nella contea gallese di Powys, situata tra la Elan Valley e la valle del fiume Wye
Si tratta di un'importante cittadina rurale e della prima città realizzata lungo il corso del fiume Wye.

## Etimologia
Il toponimo gallese Rhaeadr significa letteralmente "cascata del fiume Wye".

## Geografia fisica

### Collocazione
Rhayader si trova nella parte nord-occidentale della contea di Powys, quasi al confine con la contea di Ceredigion, ad ovest della Elan Valley e a circa metà strada tra le località di Builth Wells/Llanelwedd e Llangurig/Llanidloes (rispettivamente a nord delle prime e a sud delle seconde), nonché a nord-ovest di Llandrindod Wells e Cross Gates.  Dista circa 40 km dal "confine" con l'Inghilterra, contrassegnato dalla cittadina gallese di Knighton.

## Società

### Evoluzione demografica
Al censimento del 2001, Rhayader contava una popolazione di 1.783 abitanti.

## Storia
Le origini di Rhayader risalgono almeno al V secolo, anche se vi sono prove di insediamenti in zona risalenti all'Età del Bronzo.
Nel 1177, fu costruito per volere di Lord Rhys of Deheubarth un castello in loco, che fu distrutto nel 1231 da soldati provenienti dal nord del Paese.
Tra il 1839  e il 1844, la zona fu teatro dei tumulti noti come "Rebecca Riots", delle manifestazioni in cui la popolazione protestò per le estreme condizioni di povertà in cui versava.

## Edifici e luoghi d'interesse
- Torre dell'Orologio[1][2]

## Sport
- Rhayader Town Football Club